# Spialia colotes
The Bushveld Sandman (Spialia colotes) là một loài bướm ngày thuộc họ Hesperiidae. Nó được tìm thấy ở Angola, Botswana và from Nam Phi to Ethiopia và tây nam Arabia.
These skippers are dark brown with white spots on both sides of the wings.
Wingspan is from 21–28 mm.
Flight period is từ tháng 12 đến tháng 5, with a single brood.
Ấu trùng ăn Hibiscus fuscus.

## Phụ loài
- Spialia colotes colotes
- Spialia colotes semiconfluens de Jong, 1978 (Ethiopia, tây nam Arabia)
- Spialia colotes transvaaliae (Trimen, 1889) -Transvaal Grizzled Skipper (South West Africa, Botswana, Transvaal, from Zimbabwe to Kenya)